# Baranivka, Semenivka
Baranivka (în ucraineană Баранівка) este un sat în comuna Orlîkivka din raionul Semenivka, regiunea Cernihiv, Ucraina.

## Demografie
Componența lingvistică a localității Baranivka
     Ucraineană (96,46%)
     Rusă (3,54%)
Conform recensământului din 2001, majoritatea populației localității Baranivka era vorbitoare de ucraineană (96,46%), existând în minoritate și vorbitori de rusă (3,54%).